# Узи (Удмуртия)
Узи — село в Селтинском районе Удмуртской республики.

## География
Находится в западной части Удмуртии на расстоянии приблизительно 16 км на восток-северо-восток по прямой от районного центра села Селты.

## История
Известно с 1764 года как деревня Узма. В 1822 году здесь начала строиться Михайло-Архангельская церковь. После полного окончания строительства в 1843 году стала Вознесенской (с 1940 года закрыта). В 1873 году в селе (Узинское) было 46 дворов, в 1893 (уже Узи) — 75, в 1905 — 81, в 1924—112. До 2021 года административный центр Узинского сельского поселения.

## Население
Постоянное население составляло 82 человека (1764 год), 301 (1873), 443 (1893, русские), 540 (1905), 591 (1924), 458 человек в 2002 году (русские 52 %, удмурты 47 %), 458 в 2012.